# Dongying
Dongying (en xinès: 东营市, en pinyin: Dōngyíng shì, literalment: "campament oriental") és una ciutat-prefectura de la província de Shandong, a la República Popular de la Xina, que es troba a la costa nord de la mar de Bohai. Segons el cens del 2010, 2.035.338 persones residien dins de la seva àrea administrativa de 7.923,26 km² i 998.968 a la zona construïda formada pel districte de Dongying i el comtat de Kenli, en gran part urbanitzats.
A Dongying s'hi troba el camp petrolier de Shengli, que després del de Daqing és el segon jaciment petrolífer més gran de la Xina.

## Administració
La ciutat-prefectura de Dongying administra 5 divisions administratives: tres districtes i dos xians:
- Districte de Dongying (东营区)
- Districte de Hekou (河口区)
- Districte de Kenli (垦利区)
- Xian de Guangrao (广饶县)
- Xian de Lijin (利津县)

| Mapa                                                    |
| ------------------------------------------------------- |
| Dongying Hekou Kenli Xian de · Lijin XIan de · Guangrao |

Aquestes es divideixen a més en 43 divisions a nivell municipal, incloses 23 ciutats, 13 municipis i set subdistrictes.

## Història
La ciutat es va establir el 1983, com a base per desenvolupar el Delta del riu Groc i el segon camp petrolífer més gran de la Xina, el camp Shengli. El jaciment petrolífer va ser descobert el 1964 a prop d’un petit poble anomenat Dongying, que va donar el seu nom a la ciutat.

## Geografia
Dongying es troba a la riba del delta del riu Groc, al nord de la província de Shandong. Les prefectures frontereres són:
- Binzhou a l'oest
- Zibo al sud-oest
- Weifang al sud

La ciutat es troba a 36 ° 55 '- 38 ° 10' de latitud nord i 118 ° 07′ – 119 ° 10 'de longitud E, i té una superfície total de 7.923 km². Els 350 km de línia de costa limiten amb la badia de Laizhou i la badia de Bohai a l'est i al nord, respectivament.

### Clima
Dongying té un clima continental humit de quatre estacions amb influència monsònica (Köppen), amb estius càlids i humits i hiverns freds però secs. La ciutat és seca i gairebé sense pluja a la primavera, calorosa i plujosa a l'estiu, fresca a la tardor i seca i freda (amb poca neu) a l’hivern. La temperatura mitjana anual és de 13,1 °C i la precipitació anual és de 559 mm, amb un màxim fort a l'estiu i una alta variabilitat d’un any a un altre. El gener és el mes més fred i sec, amb una temperatura mitjana de -2,6 °C i 5,5 mm de precipitacions equivalents. El juliol és el mes més calorós i humit; amb 26,8 °C i 168,8 mm.

## Economia
Una gran part de l'economia de la ciutat gira al voltant del petroli i el proper camp petrolier de Shengli.
Les indústries inclouen petroli, petroquímica, química salina, fabricació de paper, maquinària, electrònica, construcció, materials de construcció, processament d’aliments, pneumàtics i cautxú, tèxtils i indústries lleugeres. Dongying és un dels principals productors mundials de pneumàtics de goma.
Recentment, l'economia de Dongying ha crescut significativament, cosa que reflecteix l'elevat desenvolupament de l'economia de la Xina. El creixent sector manufacturer de la ciutat i la seva proximitat a les reserves de petroli han provocat un augment de les inversions de les empreses. Un exemple és DuPont, que va invertir cinc mil milions de iuans el 2005 per construir una fàbrica de diòxid de titani a la zona. Una vegada finalitzada es va convertir en la inversió més gran fora dels EUA per a DuPont.